# CPanel
O cPanel é um software de gestão de Hospedagem web, com interface web na porta TCP 2082, ou na porta TCP 2083 quando em modo seguro (portas padrão). Utilizado na internet.
cPanel é um sistema baseado no Linux que fornece uma interface gráfica e ferramentas de automação, projetadas para simplificar o processo de Hospedagem de um site da web. cPanel utiliza uma estrutura de 3 camadas que fornece recursos para administradores, revendedores e usuários finais, proprietários do Web site para controlar vários aspectos de administração de site e servidor através de um navegador da web padrão.
Além do GUI, cPanel também tem linha de comando e acesso baseado em API que permite que fornecedores de software de terceiros, organizações de hospedagem web e desenvolvedores automatizar os processos de administração de sistema padrão. 
cPanel é projetado para funcionar como um servidor dedicado ou servidor virtual privado. A última versão do cPanel oferece suporte à instalação no CentOS, Red Hat Enterprise Linux (RHEL) e OS CloudLinux.
Suporte baseado em aplicativo inclui Apache, PHP, MySQL, PostgreSQL, Perl e BIND (DNS). Suporte de e-mail com base inclui serviços POP3,IMAP e SMTP. cPanel é acessado via https na porta 2083.
Uma vez instalado, o cPanel não pode ser facilmente removido. FAQ do cPanel afirma que a melhor maneira de desinstalar o cPanel é reformatando o servidor. no entanto, guias de desinstalação estão disponíveis online para os administradores de servidor experientes que não pretendam reformatar seu servidor. Da mesma forma, só deve ser instalado em um sistema operacional recém-instalado com configuração prévia mínima.

## WHM
WHM, abreviação de WebHost Manager, é uma ferramenta baseada na web usada para administração de servidores. Existem pelo menos duas camadas de WHM, geralmente chamadas de "WHM raiz" e "WHM não raiz" (ou "WHM do Revendedor"). O WHM raiz é usado por administradores de servidor e o WHM não raiz (com menos privilégios) é usado por outros, como departamentos de entidades e revendedores para gerenciar contas de hospedagem frequentemente chamadas de contas do cPanel em um servidor web. WHM também é usado para gerenciar certificados SSL (ambos os certificados SSL gerados pelo servidor e certificados SSL fornecidos pela CA), usuários cPanel, pacotes de hospedagem, zonas DNS, temas e métodos de autenticação. O SSL automático padrão (AutoSSL) fornecido pelo cPanel é alimentado pela Sectigo (anteriormente Comodo CA). Além disso, o WHM também pode ser usado para gerenciar serviços FTP, Mail (POP, IMAP e SMTP) e SSH no servidor.
Além de ser acessível pelo administrador raiz, o WHM também pode ser acessado por usuários com privilégios de revendedor. Os usuários revendedores do cPanel têm um conjunto menor de recursos do que o usuário root, geralmente limitado pelo administrador do servidor, para recursos que eles determinam que afetarão as contas de seus clientes ao invés do servidor como um todo. A partir do WHM root, o administrador do servidor pode realizar operações de manutenção, como atualizar e recompilar Apache e PHP, instalar módulos Perl e atualizar RPMs instalados no sistema.

## Gestão de contas de e-mail
O cPanel é uma ferramenta de gerenciamento de hospedagem web que oferece diversas funcionalidades para a administração de contas de email. Ele permite que os usuários criem, editem e removam contas de email diretamente pelo painel de controle, além de configurar permissões e limites de armazenamento individual para cada conta. 
O cPanel também possui ferramentas de segurança integradas, como filtros de spam e opções de criptografia, que ajudam a proteger os emails e a garantir uma comunicação mais segura.
Adicionalmente, o cPanel fornece acesso ao webmail, permitindo que os usuários acessem suas mensagens de email diretamente pelo navegador, sem a necessidade de software adicional. 
Outras funções incluem encaminhamento de emails, configurações de respostas automáticas e visualização de estatísticas de uso das contas. Estas funcionalidades fazem do cPanel uma solução robusta e completa para o gerenciamento de emails em ambientes de hospedagem.

## Integração com Wordpress
O cPanel integra-se com o WordPress de maneira simplificada, facilitando sua instalação e gerenciamento direto pelo painel de controle. Com o instalador de aplicativos, como o Softaculous, os usuários podem instalar o WordPress em poucos cliques, sem precisar lidar com processos técnicos complexos. 
Além disso, o cPanel oferece opções para gerenciar atualizações, criar backups automáticos e restaurar o site facilmente, garantindo que o WordPress funcione de forma segura e atualizada.